# David Carson (Grafikdesigner)

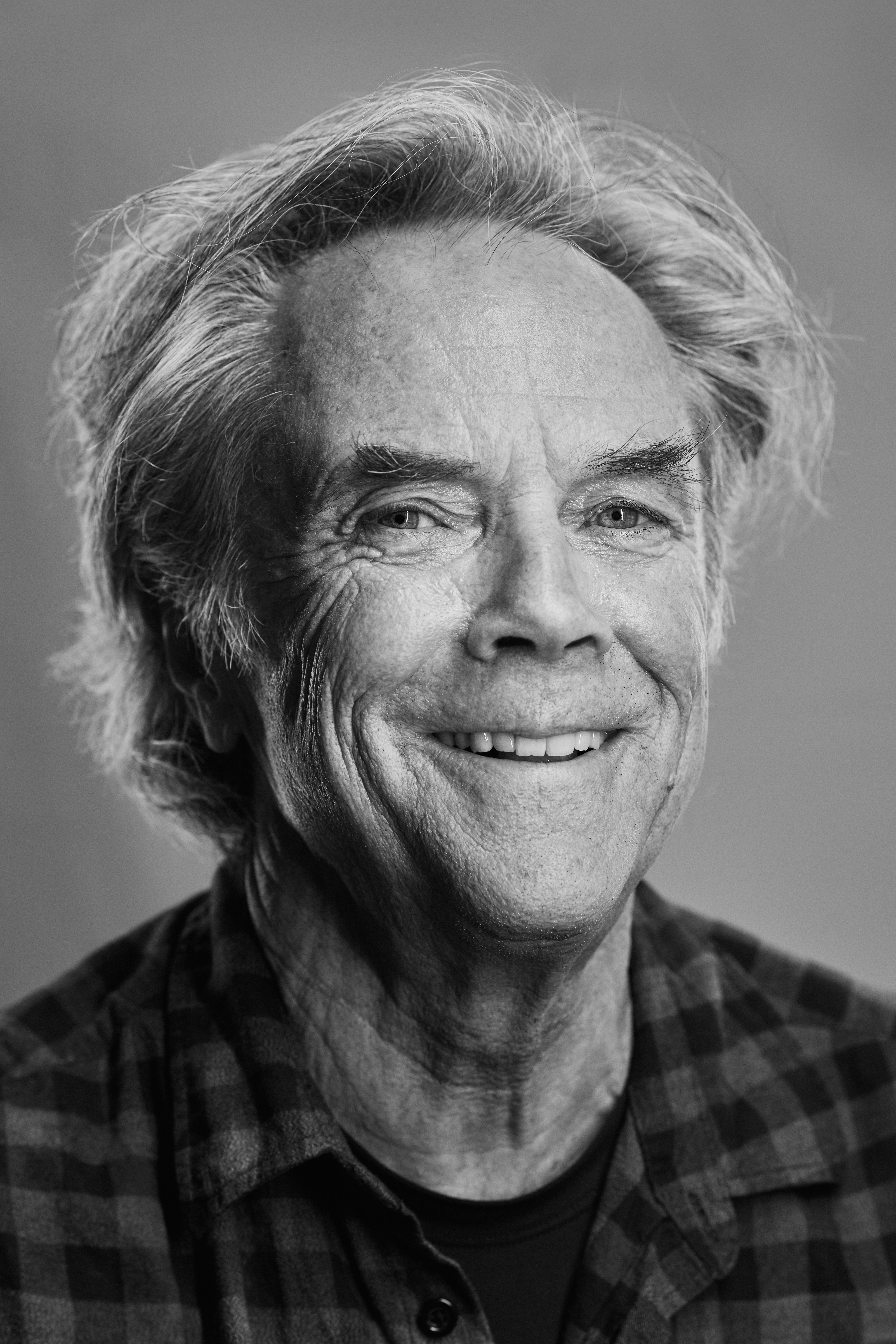
David Carson auf der Beyond Tellerrand in Düsseldorf, 2019

David Carson (* 8. September 1956 in Corpus Christi, Texas) ist ein US-amerikanischer Typograf, Grafiker, Designer, Lehrer und Surfer. Er ist Gründer von David Carson Design Inc., die seit Juni 2007 ihren Sitz in Zürich hat.

## Leben
Als Profisurfer belegte er während seiner College-Zeit Weltranglistenplatz 9. Nach seinem Studienabschluss 1977 an der San Diego State University in Soziologie „with honours and with distinction“ und dem Oregon College of Commercial Art wurde David Carson zunächst Lehrer an der Real Life Private School Grants Pass in Oregon.
1980 begann er ein Grafikstudium an der San Diego State University mit Wechsel zum Oregon College of Commercial Art. In dieser Zeit absolvierte er auch ein Praktikum bei Surfer Publications im kalifornischen Danan Point. Anschließend war Carson von 1982 bis 1987 Lehrer für Soziologie, Psychologie, Wirtschaft und Geschichte an der Torrey Pines High School in Del Mar. In diese Zeit fiel auch ein dreiwöchiger Grafiklehrgang in Rapperswil in der Schweiz bei Hans-Rudolf Lutz und die Gestaltung der Zeitschrift „Transworld Skateboarding“.
In den Folgejahren gestaltete David Carson als Layouter auch die Zeitschrift „Musician“ (1988) und die Zeitschrift „Beach Culture“ (1989–1991), von der nur sechs Ausgaben erschienen, die aber über hundert Designpreise gewann. Unter Verwendung des Computers für Layoutarbeiten war er von 1991 bis 1992 für die Neugestaltung der seit über 30 Jahren erscheinenden Zeitschrift „Surfer“ verantwortlich und von 1992 bis 1995 für die Gestaltung der Zeitschrift „Ray Gun“.
1992 stieg Carson bei der Musikfachzeitschrift Ray Gun als Grafiker ein. Sein Konzept: Die Musikfachzeitschrift sollte nicht nur unvorhersehbar sein, sondern man sollte sie auch nicht kopieren können. Dieses Prinzip, jeder Ausgabe ein komplett neues, unvorhersehbares Design zu verleihen, machte Ray Gun zum Eye-Catcher und verhalf ihr zu einer gewissen Berühmtheit.
Nach einer „Zeit des Ruhmes“ trat dann aber doch eine bestimmte Vorhersehbarkeit des „unvorhersehbaren“ Designs ein: viele Zeitschriften und andere Produkte kopierten mittlerweile dieses Konzept des permanenten Wandels. David Carson wollte dann in die Richtung „reduziertes Konzept“ gehen und das Format von Ray Gun ändern, hatte aber Zweifel, dass ein solcher Wandel der Zeitschrift zu kontraproduktiv sei. Es folgte die Überlegung und zum Schluss auch die Realisierung, Farben, Formen und Texturen anders zu betonen und dadurch die bisherige primäre Rolle der Typografie zurückzudrängen. Die Typografie, die bis dahin zentrale Bedeutung hatte, wurde von der eigenartigen Auswahl der Fotos, der Ausstrahlung und Wirkung von Kunstwerken, von der Spannung aus kontrastreichen Gegenüberstellungen, von individuell gestalteten Überschriften und Zwischentiteln in den Schatten gestellt.
David Carson war als Grafikdesigner und Berater für Firmen wie Burton Snowboards, Gannet Outdoor, Gotcha Clothing, Hallmark Cards Corporation, Levi Strauss & Co., Nike und Pepsi tätig. Auch Musiker wie David Byrne und Prince nahmen seine Dienste in Anspruch. 1994/95 arbeitete er an der Realisierung von Werbespots für Kunden wie American Express, Citibank, Coca-Cola, Hardee’s, MCI, Nations Bank, Ryder Trucks, Sega, TV Guide und Vans.
1995 erfolgte eine Ausstellung seiner Arbeiten in der Münchner „Neuen Sammlung“ und es erschien sein Buch: „The End of Print“. Der Schwerpunkt des Buches liegt auf dem Carson-Zeitschriftendesign von Beach Culture und Ray Gun. „The End of Print“ gilt unter seinen Befürwortern als richtungsweisendes Manifest einer subjektivistischen Grafikauffassung und als Zeitdokument. Die Gegner dieser Position merken an, dass das angebliche Ende der Druckkultur in einem Druckwerk verkündet wurde.
Weitere Designarbeiten und fachspezifische Bücher folgten. So erledigte er 1997 Designarbeiten für die MTV Zoo TV Tour von U2 und veröffentlichte in Anlehnung an seine erste Publikation das Buch 2nd Sight: Grafik Design After the End of Print.
Weiterhin veröffentlichte er die Bücher Fotografiks (1999, mit Philip Meggs), Trek (2003) und The Book of Probes (2004, mit Marshall McLuhan und Eric McLuhan).

## Rezeption
David Carsons Arbeiten polarisierten die Kritiker, die seine Layouts entweder als innovativ und ästhetisch ansprechend oder aber als kontraproduktiv, naiv und verfehlt empfanden.
Carson, der nie eine konventionelle Grafikerausbildung absolviert hat, geht keineswegs ohne typografische und gestalterische Regeln an seine Entwürfe, setzt sich aber in signifikant wiedererkennbarer Weise über die geltenden Konventionen hinweg. Er proklamierte, dass es an der Zeit sei, die althergebrachten Designregeln zu durchbrechen. Klassische Kriterien wie Leserlichkeit treten bei Carson zugunsten der künstlerischen Gesamtkomposition von Typografie und Bildern in den Hintergrund.
Durch diese Innovationen fand Carson einerseits Anerkennung bei einem jungen Publikum und Ablehnung bei eingefleischten Grafikern. Er versuchte daher auch jeder Kampagne ihr individuelles „Ich“ zu verleihen, indem sich nie ein Design von ihm wiederholte. Trotz dieses permanenten Wandels versuchen Kritiker Carsons dennoch ein durchgehendes Muster in seinen Arbeiten zu sehen. Sie meinen, es bestünde eine bestimmte Vorhersehbarkeit des Unvorhersehbaren.
Befürworter hingegen vertreten die Meinung, dass Carsons Arbeiten eine eigene Sprache entwickelten auf einer Ebene jenseits des Wortes; auf einer Ebene, welche die logischen und verstandesmäßigen Zonen des Gehirns umginge und sich an die Intuition wendete. Seine Sprache funktioniere ähnlich der Musik, sie schliche sich ein, bevor sie jemand „an den Grenzen stoppen kann und nach Ausweispapieren fragt“ (Zitat: David Byrne).